# Trał przeciwminowy KMT-6
Trał przeciwminowy KMT-6 – czołgowy trał przeciwminowy.

## Charakterystyka
Trał przeciwminowy KMT-6 stanowi dodatkowe wyposażenie czołgów T-54, T-55, T-62 i  T-72  służące do wykonywania przejść w przeciwpancernych polach minowych. Przejście w zaporze minowej wykonuje przez wyorywanie min z gruntu sekcjami nożowymi i odsuwanie ich na boki. Sekcje nożowe umocowane są do dolnej płyty przodu korpusu czołgu, co zapewnia przetrałowanie przed gąsienicami dwóch pasów terenu. Organ roboczy każdej z dwóch sekcji nożowych stanowi odkładnica z trzema nożami głównymi i dwoma nożami pomocniczymi w kształcie pługa. Sekcje nożowe trału mogą być ustawione w położenie robocze lub marszowe.

## Dane techniczne trału KMT-6
| Nazwa parametru                                    | Wartość |
| -------------------------------------------------- | ------- |
| Masa trału                                         | 1000 kg |
| Masa sekcji nożowej z urządzeniem do trałowania    | 400 kg  |
| Masa wspornika urządzenia zaczepowego              | 31 kg   |
| Masa siłownika powietrznego                        | 23 kg   |
| Odległość od pancerza czołgu do czoła sekcji       | 1185 mm |
| Szerokość trału w położeniu marszowym              | 3380 mm |
| Szerokość trału w położeniu roboczym               | 3670 mm |
| Szerokość koleiny trałowanej 620 mm                | 620 mm  |
| Szerokość nieprzetrałowanego pasa między koleinami | 2100 mm |
| Prędkość trałowania                                | 14 km/h |